# Mrzenica
Mrzenica (cyr. Мрзеница) – wieś w Serbii, w okręgu rasińskim, w gminie Ćićevac. W 2011 roku liczyła 187 mieszkańców.